# Patrícia Roque
Patrícia Roque (18 de dezembro de 1978) é uma actriz portuguesa.

## Teatro
- Democracia (2004) (assistência à encenação)[1]

## Televisão
- Perfeito Coração, SIC 2009
- Ele é Ela, TVI 2009
- Feitiço de Amor, TVI 2008
- Pai à Força, RTP 2008
- A Outra, TVI 2008
- O Diário de Sofia, RTP 2005-2006
- Ninguém Como Tu, TVI 2005
- Bons Vizinhos, TVI 2002
- Super Pai, TVI 2001
- Olhos de Água, TVI 2001
- Ganância, SIC 2001
- Crianças SOS, TVI 2000
- Ajuste de Contas, RTP 2000
- O Fura-Vidas, SIC 2000
- Mãos à Obra, RTP 1999
- Jornalistas, SIC 1999